# Mujhse Shaadi Karogi

Mujhse Shaadi Karogi est un film indien réalisé par David Dhawan, sorti en 2004.

## Synopsis
Sameer (Salman Khan) est extrêmement impulsif et se bagarre à la moindre occasion. Découragée par ses accès de colère répétitifs, sa fiancée (Amrita Arora) le quitte. Après avoir pris de bonnes résolutions, Sameer part s’installer à Goa. C’est là qu’il rencontre Rani (Priyanka Chopra), une fille superbe sous le charme de laquelle il tombe  rapidement amoureux. En tentant de la séduire, il multiplie les maladresses, et c’est principalement le père de Rani, un colonel à la retraite (Amrish Puri), qui en fait les frais. La situation de Sameer, déjà compliquée, atteint son comble avec l’arrivée de Sunny (Akshay Kumar) qui s’impose en sérieux rival pour obtenir les faveurs de Rani.

## Fiche technique
- Titre : Mujhse Shaadi Karogi
- Réalisation : David Dhawan
- Scénario : Anees Bazmee, Rumi Jaffery
- Musique : Sajid-Wajid, Anu Malik, Saleem Merchant, Suleman Merchant
- Chorégraphies : Farah Khan
- Photographie : Sanjay F. Gupta
- Production : Sajid Nadiadwala
- Pays d'origine : Inde
- Langues : Hindî, Anglais
- Genre : Comédie romantique
- Durée : 164 minutes

## Distribution
- Salman Khan : Sameer Malhotra
- Akshay Kumar : Sunny Khurana / Arun
- Priyanka Chopra : Rani Singh
- Amrita Arora : Romi (Fiancée de Sameer)
- Amrish Puri : Colonel Dugraj Singh
- Satish Shah : Suraj Prakash
- Rajpal Yadav : Raj Purohit / Paul
- Dinyar Contractor : Principal du collège
- Kurush Deboo : Vendeur (Animaux)
- Kapil Dev : lui-même
- Supriya Karnik : Rama Dugraj Singh
- Kader Khan : M. Duggal
- Mushtaq Khan : Chutki Baba
- Shashikala : Grand-mère Malhotra
- Upasna Singh : Mme Surya Prakash
- Shefali Jariwala : Bijli (Chanteuse : 'Kaanta Laga')

## Musique
Le film comporte 6 chansons originales : Jeene Ke Hain Chaar Din ~ Mujhse Shaadi Karogi ~ Rab Kare ~ Aaja Soniya ~ Kar Doon Kamaal ~ Laal Dupatta, et une version remixée de Kaanta Laga (la version originale de cette chanson est extraite du film Samadhi).